# Administração da Ossétia do Sul
A Administração da Ossétia do Sul (em georgiano: სამხრეთ ოსეთის ადმინისტრაცია, translit.: Samxret Osetis administʼracia; em osseta: Хуссар Ирыстоны Администраци, translit.: Xussar Irystony Administraci), oficialmente Administração da Unidade Administrativo-Territorial temporária no Território da Antiga Região Autônoma da Ossétia do Sul, é uma divisão administrativa que a Geórgia considera como o governo legal da Ossétia do Sul. A administração foi criada pelo governo georgiano como uma medida transitória conducente à definição do status da Ossétia do Sul. A área situa-se no território do antigo Oblast Autônomo da Ossétia do Sul, que foi abolido pelo governo georgiano em 1990. Desde então, a Ossétia do Sul não tem qualquer status formal de autonomia na Geórgia.
Após a guerra da Ossétia do Sul de 2008, a Administração Provisória não teve nenhum território da Ossétia do Sul sob o seu controle e continua a ser uma entidade nominal.